# Reprezentacja Francji w unihokeju mężczyzn
Reprezentacja Francji w unihokeju mężczyzn – drużyna reprezentująca Francję w rozgrywkach międzynarodowych w unihokeju mężczyzn.

## Udział w imprezach międzynarodowych

### Mistrzostwach Świata
| Rok     | M                       | Z                       | R                       | P                       | Suma                    | +/-                     | Miejsce                 |
| ------- | ----------------------- | ----------------------- | ----------------------- | ----------------------- | ----------------------- | ----------------------- | ----------------------- |
| MŚ 1996 | nie brali udziału       | nie brali udziału       | nie brali udziału       | nie brali udziału       | nie brali udziału       | nie brali udziału       | nie brali udziału       |
| MŚ 1998 | nie brali udziału       | nie brali udziału       | nie brali udziału       | nie brali udziału       | nie brali udziału       | nie brali udziału       | nie brali udziału       |
| MŚ 2000 | nie brali udziału       | nie brali udziału       | nie brali udziału       | nie brali udziału       | nie brali udziału       | nie brali udziału       | nie brali udziału       |
| MŚ 2002 | nie brali udziału       | nie brali udziału       | nie brali udziału       | nie brali udziału       | nie brali udziału       | nie brali udziału       | nie brali udziału       |
| MŚ 2004 | nie zakwalifikowali się | nie zakwalifikowali się | nie zakwalifikowali się | nie zakwalifikowali się | nie zakwalifikowali się | nie zakwalifikowali się | nie zakwalifikowali się |
| MŚ 2006 | nie zakwalifikowali się | nie zakwalifikowali się | nie zakwalifikowali się | nie zakwalifikowali się | nie zakwalifikowali się | nie zakwalifikowali się | nie zakwalifikowali się |
| MŚ 2008 | nie zakwalifikowali się | nie zakwalifikowali się | nie zakwalifikowali się | nie zakwalifikowali się | nie zakwalifikowali się | nie zakwalifikowali się | nie zakwalifikowali się |
| MŚ 2010 | nie zakwalifikowali się | nie zakwalifikowali się | nie zakwalifikowali się | nie zakwalifikowali się | nie zakwalifikowali się | nie zakwalifikowali się | nie zakwalifikowali się |
| MŚ 2012 | nie zakwalifikowali się | nie zakwalifikowali się | nie zakwalifikowali się | nie zakwalifikowali się | nie zakwalifikowali się | nie zakwalifikowali się | nie zakwalifikowali się |
| MŚ 2014 | nie zakwalifikowali się | nie zakwalifikowali się | nie zakwalifikowali się | nie zakwalifikowali się | nie zakwalifikowali się | nie zakwalifikowali się | nie zakwalifikowali się |
| MŚ 2016 | nie zakwalifikowali się | nie zakwalifikowali się | nie zakwalifikowali się | nie zakwalifikowali się | nie zakwalifikowali się | nie zakwalifikowali się | nie zakwalifikowali się |
| MŚ 2018 | nie zakwalifikowali się | nie zakwalifikowali się | nie zakwalifikowali się | nie zakwalifikowali się | nie zakwalifikowali się | nie zakwalifikowali się | nie zakwalifikowali się |
| MŚ 2020 | nie zakwalifikowali się | nie zakwalifikowali się | nie zakwalifikowali się | nie zakwalifikowali się | nie zakwalifikowali się | nie zakwalifikowali się | nie zakwalifikowali się |
| MŚ 2022 | nie zakwalifikowali się | nie zakwalifikowali się | nie zakwalifikowali się | nie zakwalifikowali się | nie zakwalifikowali się | nie zakwalifikowali się | nie zakwalifikowali się |
| MŚ 2024 | nie zakwalifikowali się | nie zakwalifikowali się | nie zakwalifikowali się | nie zakwalifikowali się | nie zakwalifikowali się | nie zakwalifikowali się | nie zakwalifikowali się |
| Razem   | 0                       | 0                       | 0                       | 0                       | 0:0                     |                         |                         |

### Kwalifikacje do MŚ
| Rok  | M | Z | R | P | Suma  | +/- | Miejsce |
| ---- | - | - | - | - | ----- | --- | ------- |
| 2010 | 4 | 2 | 1 | 1 | 19:14 | +5  | 3/8     |
| 2012 | 5 | 1 | 0 | 4 | 10:58 | -48 | 6/6     |
| 2014 | 5 | 1 | 0 | 4 | 15:61 | -46 | 5/6     |
| 2016 | 5 | 0 | 0 | 5 | 13:60 | -47 | 6/6     |
| 2018 | 4 | 0 | 0 | 4 | 12:85 | -73 | 6/6     |
| 2020 | 4 | 1 | 0 | 3 | 18:33 | -15 | 7/8     |
| 2022 | 2 | 1 | 0 | 2 | 9:28  | -73 | 4/8     |
| 2024 | 4 | 1 | 0 | 3 | 12:60 | -48 | 4/8     |